# Johann Friedrich Gottlob Közle
Johann Friedrich Gottlob Közle (geboren 20. Februar oder 20. April 1845 in Oethlingen; gestorben 23. Oktober 1908 in Stuttgart-Berg) war ein Lehrer in Cannstatt und Geislingen sowie Verfasser zahlreicher pädagogischer Sachbücher.

## Leben
Közle wurde 1845 als Sohn von Johann Friedrich Koezle und Anna Barbara Naegelen geboren. Am 10. Januar 1869 heiratete er Wilhelmina Roth, mit der er fünf Kinder hatte. Nach Wilhelminas Tod am 6. Juli 1875 heiratete Közle am 12. Dezember 1875 in Dörzbach die am 21. Oktober 1851 in Walddorf geborene Christiana Hinderer, mit der er sieben Kinder hatte. Nach dem Tod seiner zweiten Frau am 10. Januar 1886 heiratete Közle am 5. Juni 1886 die damals siebzehnjährige Wilhelmine Vogelmann, mit der er weitere elf Kinder hatte.

## Auszeichnungen
Közles Schrift Die pädagogische Pathologie in der Erziehungskunde des 19. Jahrhunderts wurde mit dem Preis der Leipziger Pädagogischen Gesellschaft geehrt. Seine Schrift Die pädagogische Schule Herbarts und ihre Lehre fasslich dargestellt und beurteilt wurde vom Königlichen Württembergischen Konsistorium unter achtzehn eingereichten Arbeiten mit dem ersten Preis ausgezeichnet. Das Konsistorium begründete dieses Urteil u. a. mit folgender Bemerkung: „Der Verfasser hat sich in den Zusammenhang der Herbartschen Grundgedanken tief eingelebt. Der erste Teil ist ein Muster wohlgeordneter, lichtvoller, die verschiedenen Seiten des Gegenstandes in lebendige Beziehung setzender Darstellung der Hauptlehren Herbart-Zillers mit ihren Voraussetzungen und Konsequenzen. Der kritische Teil zeichnet sich durch vielseitige Beleuchtung der Zillerschen Aufstellungen und durch maßvolles Urteil aus, wobei insbesondere auf die nicht ganz klare Stellung zur christlichen Wahrheit als auf einen Hauptmangel hingewiesen wird. Die Sprache ist gewandt und lebhaft und zeigt nur einige wenige Ungenauigkeiten.“

## Publikationen (Auswahl)
- Die pädagogische Pathologie in der Erziehungskunde des 19. Jahrhunderts, C. Bertelsmann, 1893 - 494 Seiten OCLC 19498701 (eingeschränkte Vorschau)
- Die pädagogische Schule Herbarts und ihre Lehre fasslich dargestellt und beurteilt, C. Bertelsmann, 1889 - 276 Seiten OCLC 7491658 (eingeschränkte Vorschau)
- Neuer Wegzeiger für die deutschen Schutzgebiete in Afrika, der Südsee und Ostasien OCLC 315442169 (eingeschränkte Vorschau)
- Deutschlands Kolonien und ihre Bedeutung für unser deutsches Vaterland mit besonderer Berücksichtigung der Mission. G. Hopf Cannstatt, 1899, 72 Seiten OCLC 458038821
- Die allgemeine Volksschule oder Einheitsschule Stuttgart 1891 OCLC 254344249